# Агрипа (астроном)
Вижте пояснителната страница за други личности с името Агрипа.
Агрипа (на латински: Agrippa) е гръцки астроном през 1 век.
През 92 г. по времето на римския император Домициан той наблюдава покриването на звездата Алкиона в Плеядите чрез Луната.
Лунният кратер Агрипа е наречен на него.